# Bitis atropos
Bitis atropos – gatunek jadowitego węża z rodziny żmijowatych (Viperidae). Epitet gatunkowy naukowej nazwy pochodzi z mitologii greckiej.

## Opis
Dorosły osobnik osiąga zazwyczaj od 30 do 40 cm długości, ale niektóre samice dorastają do 50, a w niewoli nawet 60 cm.

## Występowanie
Izolowane populacje spotykane są w górzystych rejonach południowej Afryki: Inyanga Highlands i góry Chimanimani we wschodnim Zimbabwe i w okolicy Mozambiku, w Południowej Afryce zaś wzdłuż Gór Smoczych w prowincji Transwal i w zachodnim Natalu, w Lesotho i wschodnim Wolnym Państwie, a także w południowych przybrzeżnych górach Kraju Przylądkowego. Spawls & Branch (1995) wymieniają także Półwysep Przylądkowy w Kraju Przylądkowym.
Lokalizacja typowa została określona jako „Ameryka”, ale jest to oczywista pomyłka. Bardziej prawdopodobny jest Przylądek Dobrej Nadziei.

## Siedlisko
Zajmuje dużą liczbę zróżnicowanych siedlisk. Preferuje względnie chłodne środowiska o dużej ilości opadów. W północnej części swego zasięgu, gdzie zimy są chłodne i suche, a lata ciepłe i wilgotne, granica jej zasięgu przebiega na wyższej wysokości: do 3000 metrów nad poziomem morza. W Zimbabwe nie spotkano jej poniżej 1500 m. Z reguły występuje w okolicy stoków górskich i skalistych zboczy, zapuszcza się jednak także na górskie łąki z kępkami buszu i krzewów.
W południowej części zasięgu występowania (Kraj Przylądkowy), gdzie zimy są chłodne i wilgotne, a lata ciepłe i suche, można ją spotkać na przybrzeżnych i górskich wrzosowiskach, jak i niewielkich skałach na poziomie morza oraz na terenach trawiastych z gąszczem krzaków.

## Podgatunki
Wyróżniono dwa podgatunki B. atropos:
- Bitis atropos atropos
- Bitis atropos unicolor